# Сера Сан Бруно
Сѐра Сан Бру̀но (на италиански: Serra San Bruno, на местен диалект la Sèrra, ла Сера) е градче и община в Южна Италия, провинция Вибо Валентия, регион Калабрия. Разположено е на 790 m надморска височина. Населението на общината е 6838 души (към 2012 г.).